# 2-メチルアシルCoAデヒドロゲナーゼ
2-メチルアシルCoAデヒドロゲナーゼ（2-methylacyl-CoA dehydrogenase）は、バリン、ロイシン、イソロイシン分解酵素の一つで、次の化学反応を触媒する酸化還元酵素である。
2-メチルブタノイルCoA + 受容体 {\displaystyle \rightleftharpoons } 2-メチルブタ-2-エノイルCoA + 還元型受容体
反応式の通り、この酵素の基質は2-メチルブタノイルCoAと受容体、生成物は2-メチルブタ-2-エノイルCoAと還元型受容体である。
組織名は2-methylbutanoyl-CoA:acceptor oxidoreductaseで、別名にbranched-chain acyl-CoA dehydrogenase, 2-methyl branched chain acyl-CoA dehydrogenase, 2-methylbutanoyl-CoA:(acceptor) oxidoreductaseがある。